# Сербско-черногорский унионизм
Сербско-черногорский унионизм (черног. и серб. Српско-црногорски унионизам) — славянская политическая идеология, заключающаяся в признании неделимости союза Сербии и Черногории. Она признаёт Черногорию как часть политического союза с Сербией и противопоставляется движению за независимость Черногории и выход из союза с Сербией 
.

## История

### Конец XIX — начало XX века
Отношения между сербами и черногорцами считаются одними из самых близких среди народов бывшей Югославии, своими корнями они уходят ещё к XIX веку. В 1878 году по результатам русско-турецкой войны официально были признаны независимыми Сербия, Черногория и Румыния. В начале XX века группа черногорских студентов, обучавшихся в Белграде подготовила покушение на черногорского князя Николу I, но заговор был раскрыт, его участников осудили, а отношения Сербии и Черногории были на некоторое время разорваны, так как черногорские власти считали, что заговор осуществлен при поддержке официальных сербских властей.
Сербия и Черногория в составе Балканской лиги играли большую роль во время Первой Балканской войны, а также вместе сражались против Тройственного союза в годы Первой мировой войны. В 1917 году декларация Корфу подтвердила будущее слияние Сербии и Черногории.
Именно независимые Королевства Сербия и Черногория составили основу для будущей Югославии, как до её появления, так и после распада, из всех славянских автономий наиболее качественной была черногорская

### Первая Югославия
С 24 по 26 ноября 1918 года в состав Королевства Сербии вошли земли Срем, Банат, Бачка и Баранья, а также Королевство Черногория — решение о вхождении последней было подтверждено на Подгорицкой скупщине. Вскоре после присоединения других славянских земель сформировалось и новое государство — Королевство сербов, хорватов и словенцев. Однако черногорская королевская семья во главе с Николой I Петровичем, не признавшая Югославию, вынуждена была эмигрировать во Францию, а Никола I претендовал на трон Черногории до конца своей жизни. 7 января 1919 года зеленаши (сторонники черногорской монархии и независимости страны) подняли Рождественское восстание при поддержке итальянцев с целью восстановления суверенитета Черногории, однако восстание провалилось, и большая часть повстанцев была брошена в тюрьмы, где они оставались до 1929 года.
В самом королевстве, однако, долго ещё не затихали сепаратистские и федералистские настроения. Так, идеологом создания равноправного союза всех народов был черногорец Секула Дрлевич, руководитель Черногорской федералистской партии. Некогда он выступал за создание единого государства сербов и черногорцев (ещё в годы Первой мировой войны), но со временем сменил взгляды на близкие к сепаратистским.

### Вторая мировая война
6 апреля 1941 в Югославию вторглись силы вермахта: Германия не простила югославам разрыв договора о вступлении в блок Оси. За несколько дней югославская армия была разбита, а в итоге страна была расколота на несколько марионеточных государств. На территории Черногории было образовано марионеточное королевство, фактическим правителем которого являлся итальянский король Виктор Эммануил III, представленный там своим губернатором: все претенденты отказывались занимать престол, и даже внук Николы I Михаил Петрович-Негош отказался от такой идеи. Премьер-министром нового государства стал тот же Секула Дрлевич.
12 июля 1941 Йово Попович в Черногории официально объявил о провозглашении независимости государства, которая якобы была дарована итальянцами. Черногорцы «отблагодарили» итальянцев на следующий день, подняв восстание по всей стране: в бой вступила Коммунистическая партия Югославии, силами которой в Черногории командовал Милован Джилас. Хотя восстание было довольно быстро подавлено, итальянцы и черногорские коллаборационисты понесли огромные потери, а в самой стране началась партизанская война. В сентябре 1943 года Италия капитулировала и вышла из Второй мировой войны, однако это не развязало руки черногорским силам Сопротивления — не занятую никем провинцию Котора захватили усташи во главе с Анте Павеличем, а власть над Черногорией захватила немецкая администрация. В июле 1944 года Андриевицкая операция, блестяще проведённая черногорскими партизанами, нанесла тяжёлый удар по позициям вермахта, а к декабрю все силы немцев под натиском болгарских и советских солдат ушли из Черногории.

### Вторая Югославия
Руководителем антифашистского движения в Черногории был Никола Милянич, который руководил Черногорской антифашистской скупщиной народного освобождения. 21 ноября 1946 он возглавил Президиум Конституционной скупщины Черногории. В новообразованной социалистической Югославии Черногория получила статус республики. В годы существования СФРЮ Черногория была одним из известнейших туристических центров: с Социалистической Сербией у неё была ещё одна связь в виде автотрассы Белград—Бар. Однако после смерти Иосипа Броза Тито и первых шагах к демократизации страны единство уже стало расшатываться. В конце 1980-х — начале 1990-х после проведения первых с 1945 года демократических выборов республики стали заявлять о своих выходах из состава Югославии. В 1991 и 1992 годах, однако, попытка вывести Черногорию с треском провалилась: 1 марта 1992 на референдуме черногорцы предпочли остаться в составе страны, которая хотя и носила имя Югославия, но уже не была той социалистической державой. За сохранение Черногории в составе Югославии высказались 95,96 % голосовавших (а всего в выборах приняли участие 66 % граждан СФРЮ). В то же время проживавшие албанцы, боснийцы и хорваты объявили выборам бойкот.

### Третья Югославия
Черногория стала равноправным субъектом в Союзном Государстве Югославия вместе с Сербией. Инициатором той идеи стал Мило Джуканович. Однако с 1996 года он исповедовал уже другие политические убеждения: отныне целью Джукановича было постоянное отдаление от Сербии и в перспективе выход Черногории из союзного государства, и так Джуканович стал противником Слободана Милошевича. Однако его попытка надавить на Милошевича и закрепить за Черногорией право на независимую внешнюю политику провалилась: препятствием внезапно оказался Евросоюз. В Сербии и по сей день считают, что Джуканович пытался благодаря становлению независимости Черногории всего лишь уйти от уголовной ответственности по обвинению в контрабанде и связях с итальянской мафией.
В 2003 году Югославия была преобразована в Государственное сообщество Сербии и Черногории, что только на время сохранило союз двух держав. С 2005 года раскол в сообществе усугубился: в стране не прошли выборы в законодательное собрание по причине бездействия президента союза Светозара Маровича. С марта 2005 года все руководители государства стали частными лицами, и тогда президент Республики Черногории Филип Вуянович при поддержке Мило Джукановича выступили с предложением о превращении Государственного сообщества в союз независимых государств. Против выступил премьер-министр Воислав Коштуница, но высказался в поддержку президент Сербии Борис Тадич.
С начала 2006 года велись переговоры о проведении референдума в Черногории. Власти Черногории и оппозиция долгое время не могли найти общий язык: оппозиция вообще отвергала такую идею как таковую. Только после вмешательства ЕС как посредника оппозиция согласилась на проведение референдума, но с условием: независимость будет признана Евросоюзом, если «за» выскажутся хотя бы 55%. 21 мая 2006 опасения оппозиции сбылись: 55,4 % избирателей высказались за независимость Черногории. 3 июня 2006 Черногория стала независимым государством, а союз прекратил своё существование 5 июня.

### Наши дни
В настоящее время в Сербии и Черногории существуют те партии, которые выступают за восстановление союза. В Черногории основными сторонниками союза являются Социалистическая народная партия, партия Новой сербской демократии, Демократическая сербская партия, Народная партия, Партия сербского единства и Партия сербских радикалов (отделение Сербской радикальной партии Воислава Шешеля). 

## Особенность
В отличие от идеи о Великой Сербии и идеологии пансербизма, сербско-черногорский унионизм расценивает Черногорию как равноправного партнёра для Сербии, признаёт существование черногорской нации и её равноправие с сербами. Унионизм пропагандирует необходимость единства ввиду того, что в Сербии проживает не так много черногорцев, а в Черногории мало сербов.